# Parydra fossarum
Parydra fossarum är en tvåvingeart som först beskrevs av Alexander Henry Haliday 1833.  Parydra fossarum ingår i släktet Parydra och familjen vattenflugor. Arten är reproducerande i Sverige. Inga underarter finns listade i Catalogue of Life.